# ピーコック・レコード
ピーコック・レコード（Peacock Records）はアメリカ合衆国にかつて存在したレコードレーベルである。ドン・ロビーが1949年、テキサス州ヒューストンに設立した。

## 歴史
1949年、クラレンス・"ゲイトマウス"・ブラウンのマネージャーを務めていたドン・ロビーよって設立。当時、アラディン・レコードでシングル2枚をリリースしたものの、商業的成功を掴めずにいたブラウンのレコードを出すべく設立したのがピーコック・レコードである。レーベル名は、ロビーがヒューストンで経営していたナイトクラブ、ブロンズ・ピーコックに由来する。
その後、マリー・アダムズ、ジェイムズ・ブッカー、リトル・リチャード、メンフィス・スリムなど他のR&B系のアーティスト、そして元ゴスペル歌手のジャッキー・ヴァーデルなどアーティストのラインアップを増やしていった。1953年、後にエルヴィス・プレスリーのカバーで知られることとなるビッグ・ママ・ソーントンの「ハウンド・ドッグ」がヒットとなった。さらにはジャズにも展開し、歌手のベティ・カーター、サクソフォーン奏者のソニー・クリスのアルバムをリリースしている。
1952年、テネシー州メンフィスのデューク・レコードを買収して傘下に収めた。
ゴスペル部門でも成功を収め、ディキシー・ハミングバーズ、マイティ・クラウズ・オヴ・ジョイ、センセーショナル・ナイティンゲイルズ、ファイヴ・ブラインド・ボーイズ・オヴ・ミシシッピ、レヴランド・クレオファス・ロビンソン、ザ・ゴスペレアーズ、ピルグリム・ジュビリー・シンガーズ、ラヴィング・シスターズなど著名なアーティストのレコードをリリースした。また1974年にはゴスペル/ソウル・グループ、トゥギャザーのアルバム『Don't You Want To Go』もリリースしている。
1963年には傘下にゴスペル専門のレーベル、ソング・バード・レコードを設立。同レーベルからは看板アーティストとしてアイネズ・アンドリューズがレコードをリリースした。1960年代後半には、ピーコックは再びソウル系アーティストにも注力するようになり、ジャッキー・ヴァーデル、ザ・インスピレーションズ、リトル・フランキー・リー、アル・"TNT"・ブラッグス、バッド・ハーパーらのレコードをリリースした。この頃のいわゆる後期ピーコックのレコードを彩ったレーベルは、青地に黄色とオレンジの孔雀の羽根をあしらったカラフルなものであった。
バックビート、シュア・ショットを含むデューク・ピーコックの関連レーベルは、1973年5月23日、ロサンゼルスのABCダンヒル・レコードに売却された。ロビーは1975年に死去するまでABCにコンサルタントとして留まっている。1974年にはレーベル名は「ABC/ピーコック」に変更された。
1979年にはさらにMCAレコードに買収された。その後MCAは短い期間ではあったがMCA/ソング・バード・レーベルを再稼働し、リトル・アンソニー・アンド・ザ・インペリアルズのリトル・アンソニーや元アメリカのダン・ピークなど、新たなアーティストとの契約も締結した。一方、かつてABC/ピーコック、ABCソング・バードに所属していたアーティストはレーベルのアーティスト・リストからは外された。MCAは後になって、廉価版でピーコック、ソング・バードのアルバムを廉価版で再発している。MCAは1990年代後半になってから一時期ピーコックの名前を復活させ、「ピーコック・ゴスペル・クラシックス」の名前でCDの再発を手掛けた。ピーコック、ソング・バードのマスターを含むMCAの音源については、現在ユニバーサル ミュージック グループ傘下のゲフィン・レコードの管理下にある。

## 関連ページ
- レコード会社一覧